# یواس‌اس چاتانک (۱۸۶۱)
یواس‌اس چاتانک (۱۸۶۱) (به انگلیسی: USS Chotank (1861)) یک کشتی بود که طول آن ۵۶ فوت (۱۷ متر) بود.